# فردیناند فون ریشتهوفن
فردیناند فون ریشتهوفن (به آلمانی: Ferdinand von Richthofen) (زاده ۵ مه ۱۸۳۳ - درگذشته ۶اکتبر ۱۹۰۵)، سیاح، جغرافی‌دان و دانشمند آلمانی بود. او برای ابداع اصطلاح «جادۀ ابریشم» مشهور است.

## زندگی
او در کارلسروهه به‌دنیا آمد و در برلین به تحصیل پرداخت. او برای مطالعه کوه‌های آلپ به آن‌جا سفر کرد. ریشتهوفن اط ۱۸۶۰ تا ۱۸۶۲ از سریلانکا، ژاپن، تایوان، جاوه، فیلیپین، سولاوسی، برمه و سیام دیدن کرد. او یافته‌های جغرافیایی، زمین‌شناسی، اقتصادی و خود را در سه جلد به همراه اطلس جغرافیایی به‌چاپ رسانید.
ریشتهوفن از سال ۱۸۷۵ استاد زمین‌شناسی دانشگاه بن بود و در سال ۱۸۸۳ استاد جغرافیای دانشگاه لایپزیگ و در سال ۱۸۸۶ استاد جغرافیای دانشگاه هومبولت برلین شد.
رشته‌کوهی در غرب چین به‌نام رشته‌کوه ریشتهوفن نام‌گذاری شده است، هرچند امروزه به‌نام کوه‌های قیلیان نامیده می‌شود. همچنین کوه ریشتهوفن در پارک ملی کوه راکی آمریکا به‌نام او نام‌گذاری شده است.